# Entalophoroecia producta
Entalophoroecia producta is een mosdiertjessoort uit de familie van de Plagioeciidae. De wetenschappelijke naam van de soort is voor het eerst geldig gepubliceerd in 1869 door M.Sars.